# Yin Menglu
Dans ce nom chinois, le nom de famille, Yin, précède le nom personnel.
Pour les articles homonymes, voir  Yin.
Yin Menglu (en chinois : 尹梦璐), née le 27 janvier 2002, est une joueuse de parabadminton chinoise concourant en WH1 pour les athlètes en fauteuil roulant ayant un mauvais équilibre du tronc. À 16 ans, elle est sacrée championne du monde en double avec de remporter le bronze paralympique deux ans plus tard.

## Carrière
Elle est née avec une spina bifida.
Lors de ses premiers Jeux en 2021, elle remporte la médaille de bronze en simple WH1 en battant sa compatriote Zhang Jing en petite finale deux sets à zéro puis l'argent par équipes féminines avec Liu Yutong.

## Résultats individuels

### Jeux paralympiques

#### En individuel
| Année | Lieu                               | Compétiteur | Score | Résultat |
| ----- | ---------------------------------- | ----------- | ----- | -------- |
| 2021  | Gymnase olympique de Yoyogi, Tokyo | Zhang Jing  |       | Bronze   |

#### Par équipes
| Année | Lieu                               | Partenaire | Compétiteur                 | Score               | Résultat |
| ----- | ---------------------------------- | ---------- | --------------------------- | ------------------- | -------- |
| 2021  | Gymnase olympique de Yoyogi, Tokyo | Liu Yutong | Sarina Satomi Yuma Yamazaki | 21-16, 16-21, 13-21 | Argent   |